# Elise Hoomans
Elise Olga Beatrice Hoomans (Haarlem, 24 november 1914 – Amsterdam, 1 september 1991) was een actrice en toneelregisseur. 
Elise Hoomans bracht haar jeugd door in Nederlands-Indië (Sumatra). Terug in Nederland volgde ze de opleiding tot onderwijzeres maar ze besloot naar de toneelschool te gaan waar zij les had van Albert van Dalsum en August Defresne.  Ze zat in de klas bij Guus Hermus en Fons Rademakers. Ze debuteerde in 1941. Net als veel andere artiesten werd Hoomans in 1942 lid van de Nederlandsche Kultuurkamer. Daardoor was ze wel in staat Lo van Hensbergen, die bij haar ondergedoken zat, te onderhouden. Na de oorlog trad ze in dienst bij het Amsterdams Toneelgezelschap van Van Dalsum en Defresne. In 1949 regisseerde ze voor het eerst een voorstelling.
Ze gaf les aan de Maastrichtse toneelacademie. Ze werd benoemd tot actrice van het jaar 1956/57, ze kreeg de Zilveren Bouwmeesterpenning 1956/57  en ze kreeg bij het honderdjarig bestaan van de Arnhemse Schouwburg een Bronzen Plaquette (1966). Als artistiek leidster hield ze vast aan de traditionele functie van het repertoire-gezelschap, dat het publiek een programma van klassieken, modern-literaire stukken en blijspelen voorzette - ook toen in het toneelbestel andere opvattingen de overhand kregen. Ze had een voorkeur voor surreële stukken die ook "achter, naast, of boven de werkelijkheid keken".
Zij is gehuwd geweest met Lo van Hensbergen (1946-1947) en met Paul Kijzer (1951-1957). Haar dochter Bronwyn van Hensbergen speelde een rol in de film Plantage Tamarinde (1964).
In 1969 werd ze geridderd in de Orde van Oranje-Nassau.

## Opvallende toneelstukken
- Muisje (1941) van Édouard Pailleron (haar toneeldebuut)
- De mooiste ogen van de wereld (1943) van Jean Sarment
- Gijsbreght van Aemstel (1950)
- Zes personen op zoek naar een schrijver (1953) van Luigi Pirandello (haar regiedebuut)
- Een zomer smeult tot as (1954) van Tennessee Williams
- Het bezoek van de oude dame (1956) van Friedrich Dürrenmatt
- Tocht naar het duister (1957) van Eugene O'Neill
- Jane Eyre (1957) van Charlotte Brontë
- De Kaukasische krijtkring (1970) van Bertolt Brecht
- Luther, Münzer of de dubbele boekhouding (1973) van Dieter Forte

## Televisie
- Zeg 'ns Aaa, rol van mevrouw Hamer (1986-1988)